# Jennifer Jareau
Jennifer Jareau é uma personagem da série estadunidense dramática e policial Criminal Minds. É protagonizada por A.J. Cook.
Jennifer Jareau "JJ" é uma agente especial do F.B.I. que muitas vezes age como uma ligação com a polícia e funcionários de mídia. É ela que apresenta sempre os casos de assassinos profissionais à equipe.
J.J. (pelo nome amigável que a tratam) cresceu em uma pequena cidade. Ela se formou a partir do liceu de Allegheny East perto de S. Pittsburgh, onde foi a capitã da equipe de futebol do colégio do seu último ano e ganhou uma bolsa de estudos para a Universidade de S. Pittsburgh.
Também é observado no episódio Risky Business (5ª temporada, 13º episódio), que ela tinha uma irmã que cometeu suicídio, quando ela era jovem e na segunda temporada é indicado que ela tem uma sobrinha de 8 anos de idade.
Ela é uma agente federal muito qualificada, mas afirmou que ela não quer tornar-se uma perfiladora (aquele que elabora perfis de criminosos).
Entende-se melhor com Reid mas nada romântico veio dos dois. Em um episódio J.J. acidentalmente tropeçou em um celeiro cheio de cães que eram conhecidos por comer carne humana. Apesar de ter sobrevivido, deixou-a com cicatrizes psicológicas breves.
Jennifer também tem um filho, Henry, fruto da sua relação com o detective William LaMontagne Jr, seu atual marido, com quem se casa no 24º episódio da sétima temporada.